# Juan Miguel Villar Mir
Villar  Mir est un nom espagnol. Le premier nom de famille, en général paternel, est Villar ; le second, en général maternel, souvent omis, est Mir.
Juan Miguel Villar Mir, né à Madrid le 30 septembre 1931 et mort le 6 juillet 2024 dans la même ville, est un homme d'affaires, avocat, ingénieur civil et homme politique espagnol.
Il est le 3e vice-président et ministre des Finances dans le premier gouvernement pré-constitutionnel.

## Biographie
Juan Miguel Villar Mir est propriétaire de plusieurs grandes entreprises, dont le groupe de construction Obrascón Huarte Lain. Le quotidien Público relève en 2021 qu'il fait des dons à l'organisation d’extrême droite HazteOír.